# Śniadanie

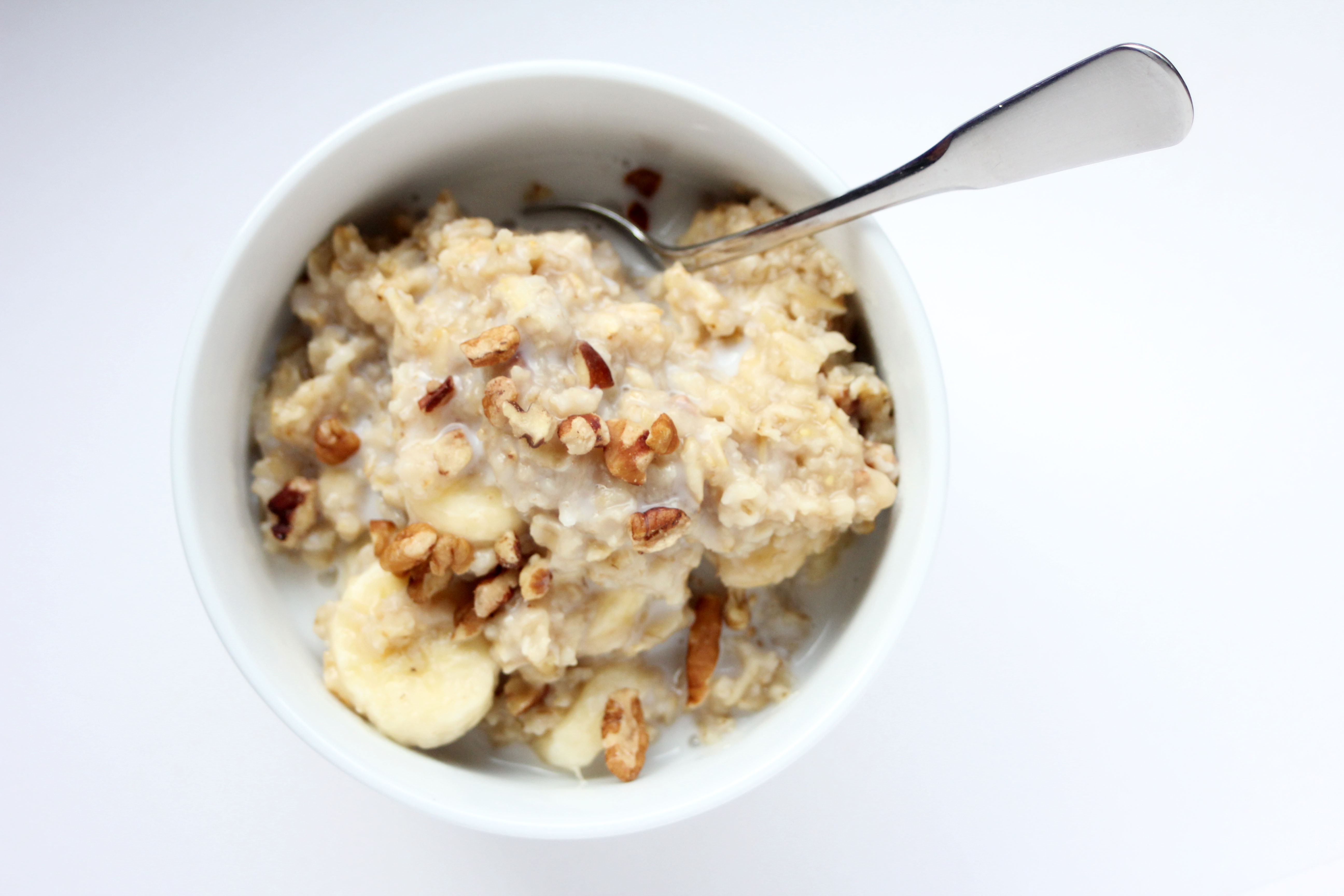
Owsianka zawiera węglowodany złożone, błonnik i proteiny.

Śniadanie – pierwszy posiłek dnia, najczęściej spożywany w godzinach porannych. W zależności od tradycji narodowej składa się z różnych potraw – od lekkich i prostych do bardziej sycących i skomplikowanych.

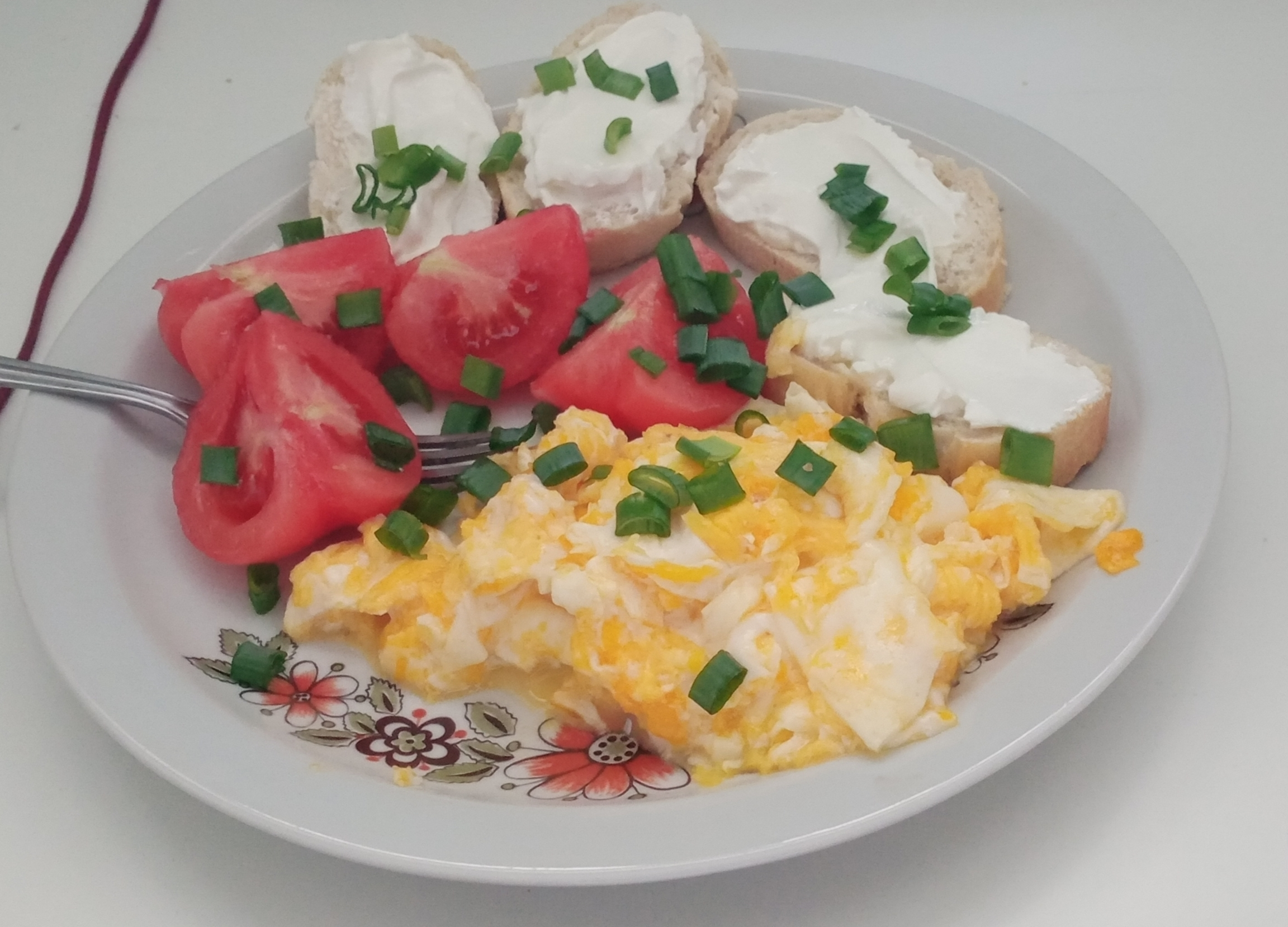
Śniadanie składające się z jajecznicy, kanapek z białym serem i pomidorów. Całość okraszona szczypiorkiem.

Śniadanie jest uważane przez dietetyków za posiłek najważniejszy dla zdrowia i właściwego funkcjonowania organizmu – ma dostarczać energii, co po nocnej przerwie jest bardzo istotne. Chińskie przysłowie, na poparcie tej tezy, mówi: Śniadanie zjedz sam, obiadem podziel się z przyjacielem, a kolację oddaj wrogowi.

## Etymologia wyrazu
Podstawą wyrazu śniadanie jest czasownik śniadać, który do XV wieku znaczył zjadać (to znaczenie zachowało się do dzisiaj w niektórych gwarach ludowych), a w późniejszym czasie zawęził swoje znaczenie do zjadania tylko jednego posiłku (a mianowicie porannego). Czasownik ten wywodzi się z prasłowiańskiego *sъn – ědati zjadać, czyli czasownika wielokrotnego od *sъn – ěšti zjeść.
Angielskie słowo breakfast wywodzi się z języka średnioangielskiego brekfast lub brekefaste, powstałego z frazy breken fast oznaczającego zakończenie postu lub zakończenie abstynencji od jedzenia. Słowo to pochodzi z okresu między 1100 a 1500 rokiem.

## Historia

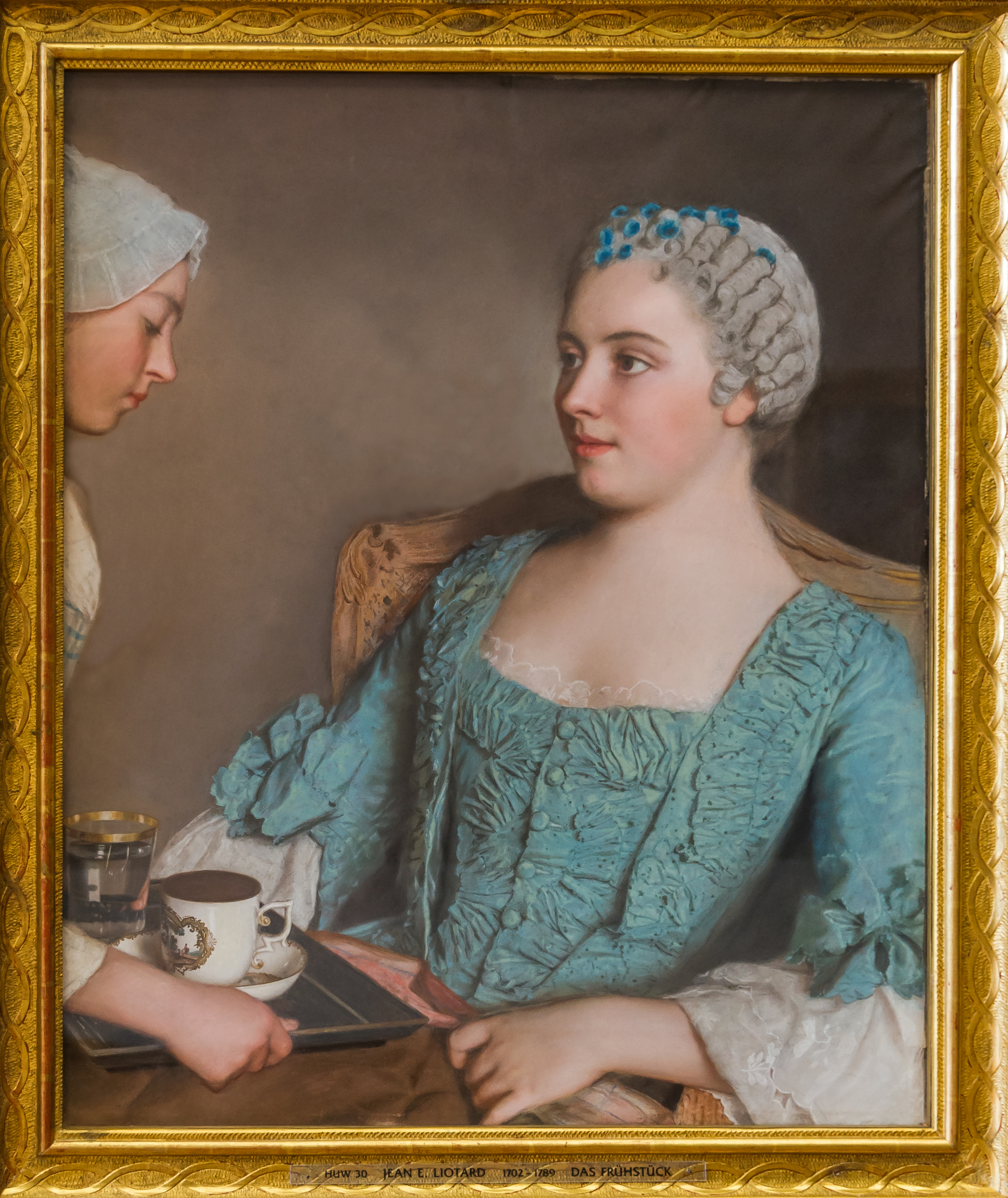
Jean-Étienne Liotard (1702), Wczesne śniadanie - obraz przedstawiający służącą, która serwuje damie czekoladę i szklankę wody na śniadanie

Kleik ryżowy był śniadaniową potrawą jedzoną w Chinach w czasach prehistorycznych od czasów udomowienia ryżu w dolinie Jangcy 12.000 lat temu. Owsianka i inne rodzaje kleików zbożowych zostały znalezione w żołądkach zmumifikowanych zwłok znalezionych przez paleontologów w Europie Północnej, m.in. u człowieka z Grauballe, w którego układzie pokarmowym znaleziono kleik z 60 różnych odmian roślin. W układzie trawiennym człowieka z Tollund znaleziono kleik z jęczmienia, siemienia lnianego oraz nasion rdestu, lnicznika siewnego, owsa i innych.
W średniowieczu poranny posiłek był największym posiłkiem (spośród dwóch posiłków jedzonych w ciągu doby) dnia. Franciszek I Walezjusz mawiał "wstań o 5, o 9 zjedz główny posiłek, o 5 zjedz posiłek wieczorny, o 9 udaj się na spoczynek. Elżbieta I wprowadziła do diety dworskiej obfite śniadanie składające się z ciastek owsianych i piwa ale.
W XVII wieku w Europie popularność zyskiwały kawa, herbata i czekolada pitna. Do tego stopnia elity europejskie były zachwycone tymi napojami śniadaniowymi, że Kościół katolicki został przymuszony do wypowiedzenia się na temat przerywania postu przez picie napojów śniadaniowych - w 1662 roku kardynał Francesco Maria Brancaccio stwierdził Liquidum non frangit jejunum (napoje nie przerywają postu).
W XIX wieku lekarze zalecali spożywanie obfitego śniadania składającego się z owsianki, ryby, jajka w koszulce, pieczonej szynki lub bekonu, kromki chleba z masłem, marmolady i kompotu owocowego. Do takiego śniadania pito kawę, herbatę bądź czekoladę.

## Znaczenie śniadania
Zdrowy tryb życia w dużym stopniu może zaważyć na wydajności pracy umysłu. Jednym z aspektów zdrowego trybu życia jest dieta, zwłaszcza śniadanie. Pod wieloma względami śniadanie jest najważniejszym posiłkiem w ciągu dnia. Jak pokazują badania i doświadczenia, fakt spożywania śniadania wpływa na wydajność fizyczną i psychiczną w ciągu dnia. Dzieci i młodzież jedzące śniadanie mają lepsze osiągnięcia w szkole, dorośli łatwiej radzą sobie w pracy. Śniadanie ma największe znaczenie dla tych, którzy odżywiają się nieregularnie i niedostatecznie.
Stwierdzono, że regularne spożywanie śniadania działa korzystnie na stan zdrowia i obniża ryzyko umieralności na choroby układu krążenia .
W literaturze naukowej opisano badania dotyczące rodzaju spożywanego śniadania. Płatki owsiane zawierają złożone węglowodany oraz błonnik, które stopniowo w ciągu wielu godzin uwalniają paliwo dla mózgu, zapewniając jego wydajną pracę. Owsianka jest pod tym względem lepsza niż inne płatki śniadaniowe i zapewnia dzieciom wydajniejszą pamięć. Podobnie ryż zawiera złożone węglowodany i proteiny o dobrym profilu aminokwasów. Dzieci jedzące na śniadanie ryż, wypadają lepiej w testach inteligencji, niż dzieci jedzące chleb.
Sam fakt spożywania śniadania wpływa dodatnio na wydajność pracy w ciągu dnia. Ważne jest także to, co spożywa się na śniadanie. Najlepsze jest śniadanie o dużej wartości odżywczej, zawierające błonnik i złożone węglowodany o niskim indeksie glikemicznym oraz proteiny o dobrym profilu aminokwasów. W pewnym badaniu porównawczym, u dzieci spożywających zbilansowane śniadanie zaobserwowano większą aktywność w mózgu oraz lepsze osiągnięcia w pewnej prostej grze komputerowej, niż u dzieci, które spożywały tylko cukier. Popularne płatki śniadaniowe nie są najlepszym możliwym posiłkiem na śniadanie. Zawierają one zbyt dużo prostych cukrów. W pewnym doświadczeniu dzieci spożywające na śniadanie bogate w cukry napoje gazowane, wypadały w testach badających ich pamięć i uwagę znacznie gorzej, niż dzieci jedzące złożone węglowodany.

## Śniadanie w Europie
| Zdjęcie     | Nazwa/Państwo               | Produkty wchodzące w skład śniadania | Produkty wchodzące w skład śniadania | Napoje                                       | Uwagi dodatkowe |
| Zdjęcie     | Nazwa/Państwo               | Produkty podstawowe | Produkty w wersji rozszerzonej | Napoje                                       | Uwagi dodatkowe |
| ----------- | --------------------------- | --- | --- | -------------------------------------------- | --- |
|             | Śniadanie kontynentalne     | - Pieczywo: chleb, grzanki lub rogalik, - Do posmarowania pieczywa: masło, dżem lub galaretka                                                                                                   | wędlina lub ser, ewentualnie jajko albo pasztet. Czasami podawane jest ciepłe danie (jajecznica, parówki, bekon itp.) oraz owoce.                                                            | herbata lub kawa oraz sok                    | |
|             | Anglia Śniadanie angielskie | - jajka (smażone, jajecznica lub poszetowe) - bekon, parówki wieprzowe, krojonej w plastry kiełbasy white pudding - pomidory, grzyby, fasolka w sosie pomidorowym                               | - tosty z masłem i dżemem - płatki zbożowe z mlekiem - owsianka - sosy typu ketchup i brown sauce - ziemniaczane lub ryżowe krokiety w panierce (hash browns)                                | kawa, herbata, soki owocowe lub warzywne     | |
|             | Norwegia                    | - jajecznica - wędzony łosoś - Brunost (norweski brązowy ser) lub Jarlsbergost - owsianka (z cynamonem, orzechami)                                                                              | - jajecznica - wędzony łosoś - Brunost (norweski brązowy ser) lub Jarlsbergost - owsianka (z cynamonem, orzechami)                                                                           | czarna kawa                                  | Ze względu na wczesną porę lunchu w Norwegii (11:00), Norwegowie spożywają niewielkie śniadanie                                                                                             |
|             | Polska                      | - tartinki (chleb lub pół bułki z masłem, wędliną i warzywami), - jajko na miękko lub na twardo bądź jajecznica, - zupa mleczna                                                                 | - tartinki (chleb lub pół bułki z masłem, wędliną i warzywami), - jajko na miękko lub na twardo bądź jajecznica, - zupa mleczna                                                              | kawa, herbata                                | W Polsce jada się śniadanie dość wcześnie rano, co wywołało konieczność jedzenia w godzinach pracy tzw. „drugiego śniadania” ok. godziny 10:00                                              |
| Röschti     | Szwajcaria                  | - Bircher-Benner muesli z jabłkiem, orzechami, sokiem z cytryny, śmietaną i miodem - Płatki śniadaniowe z mlekiem - Chleb, masło lub margaryna, marmolada, miód, ser - Gipfeli (typ croissanta) | - Röschti - jajka (na twardo, jajecznica, smażone) - bekon - dżemy, miód, masło, sery szwajcarskie, wędliny, owoce, pomidor                                                                  | zimna lub gorąca czekolada, herbata lub kawa | Szwajcarskie śniadanie (Zmorge) spożywa się w ciągu tygodnia w godzinach 6:30-7:30, a w weekendy w godzinach późniejszych i bez pośpiechu. Drugie śniadanie zjada się o dziewiątej (Znüni). |
| kakaó csiga | Węgry                       | - jajecznica z kiełbasą i papryką - bundáskenyér (typ tosta francuskiego na słono) - kanapki, pieczywo (Pogača), pasty serowe, wędliny, dżem - ciastka (túrós táska, kakaó csiga), naleśniki    | - jajecznica z kiełbasą i papryką - bundáskenyér (typ tosta francuskiego na słono) - kanapki, pieczywo (Pogača), pasty serowe, wędliny, dżem - ciastka (túrós táska, kakaó csiga), naleśniki |                                              | 30% Węgrów nie je codziennie bądź w ogóle śniadania |

## Śniadanie w kulturze
Śniadanie w malarstwie
Śniadanie jest często pojawiającym się tematem malarskim. W XVII wieku powstał styl holenderskich martwych natur o tematyce śniadania.

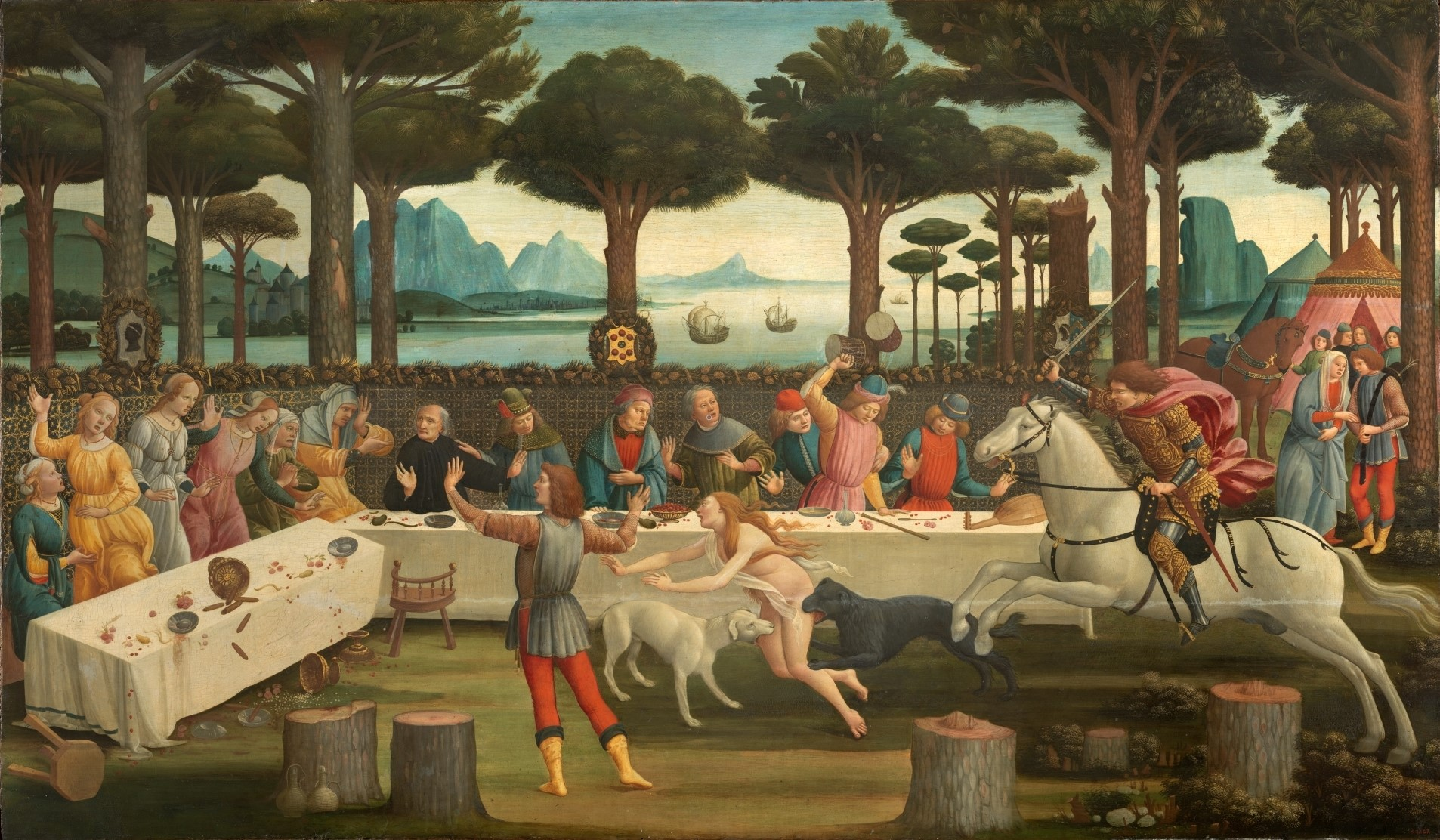
Sandro Botticelli (ok. 1483), Historia Nastagio degli Onesti (III)
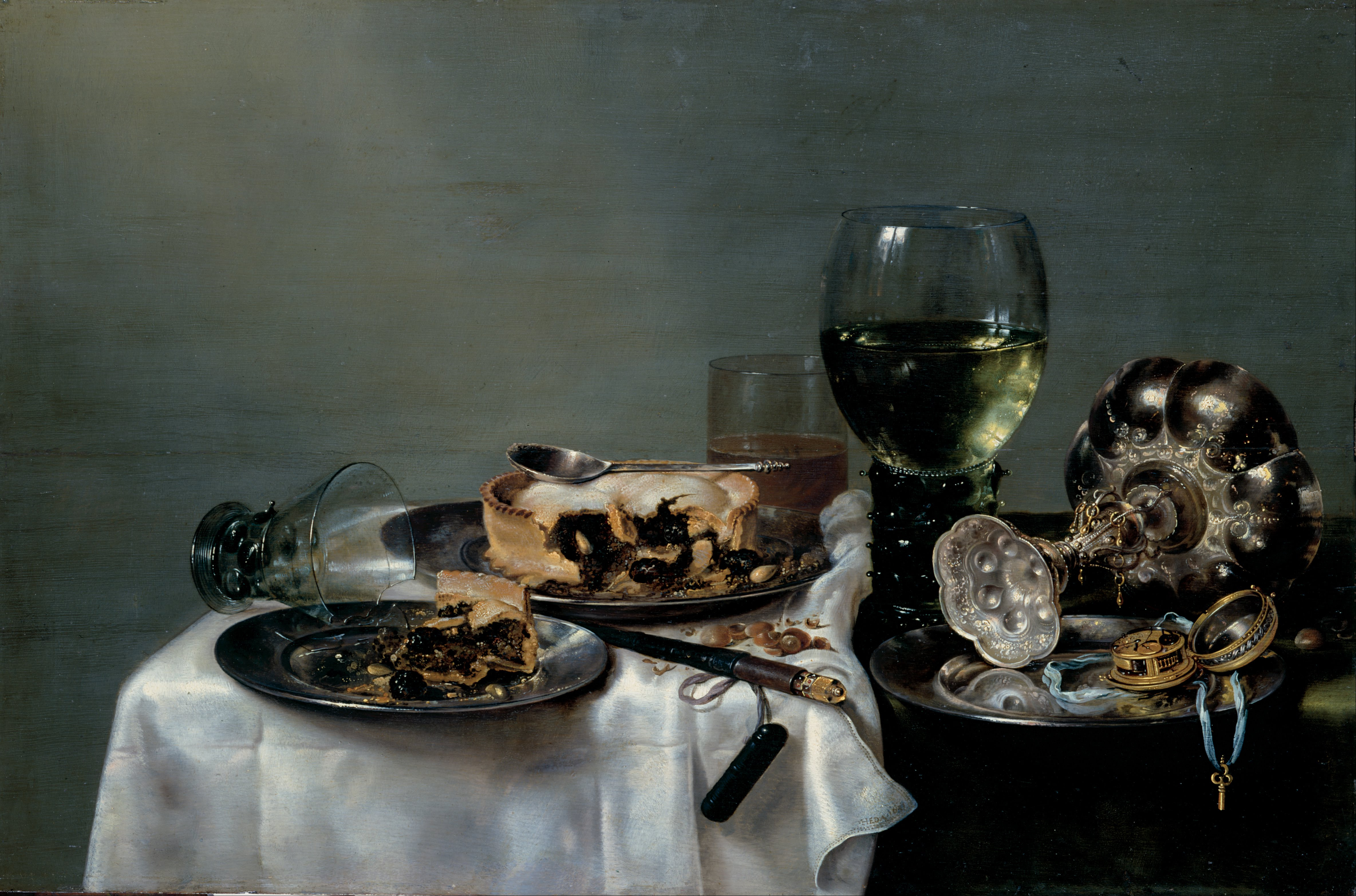
Willem Claesz Heda (1631), Stół śniadaniowy z ciastem jeżynowym
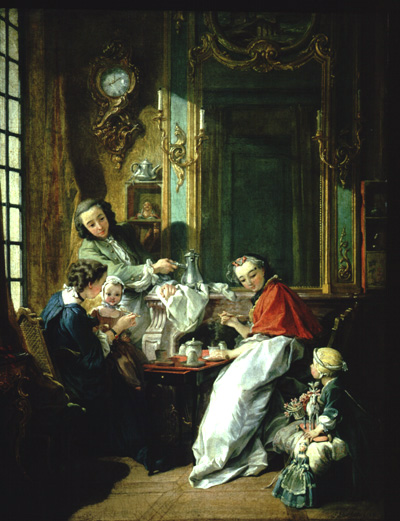
François Boucher (1739), Le Dejeuner (śniadanie)
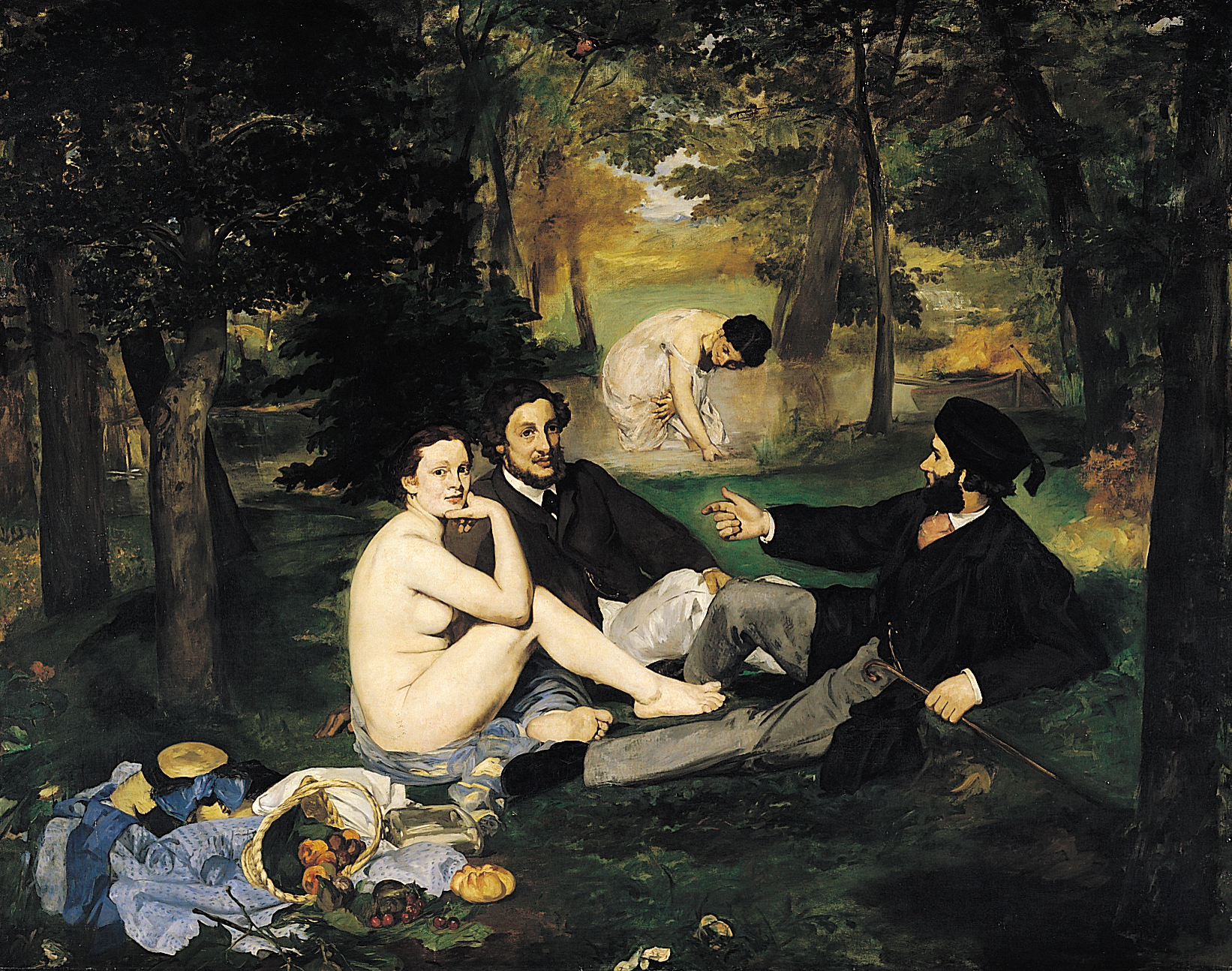
Édouard Manet (1869), Śniadanie na trawie
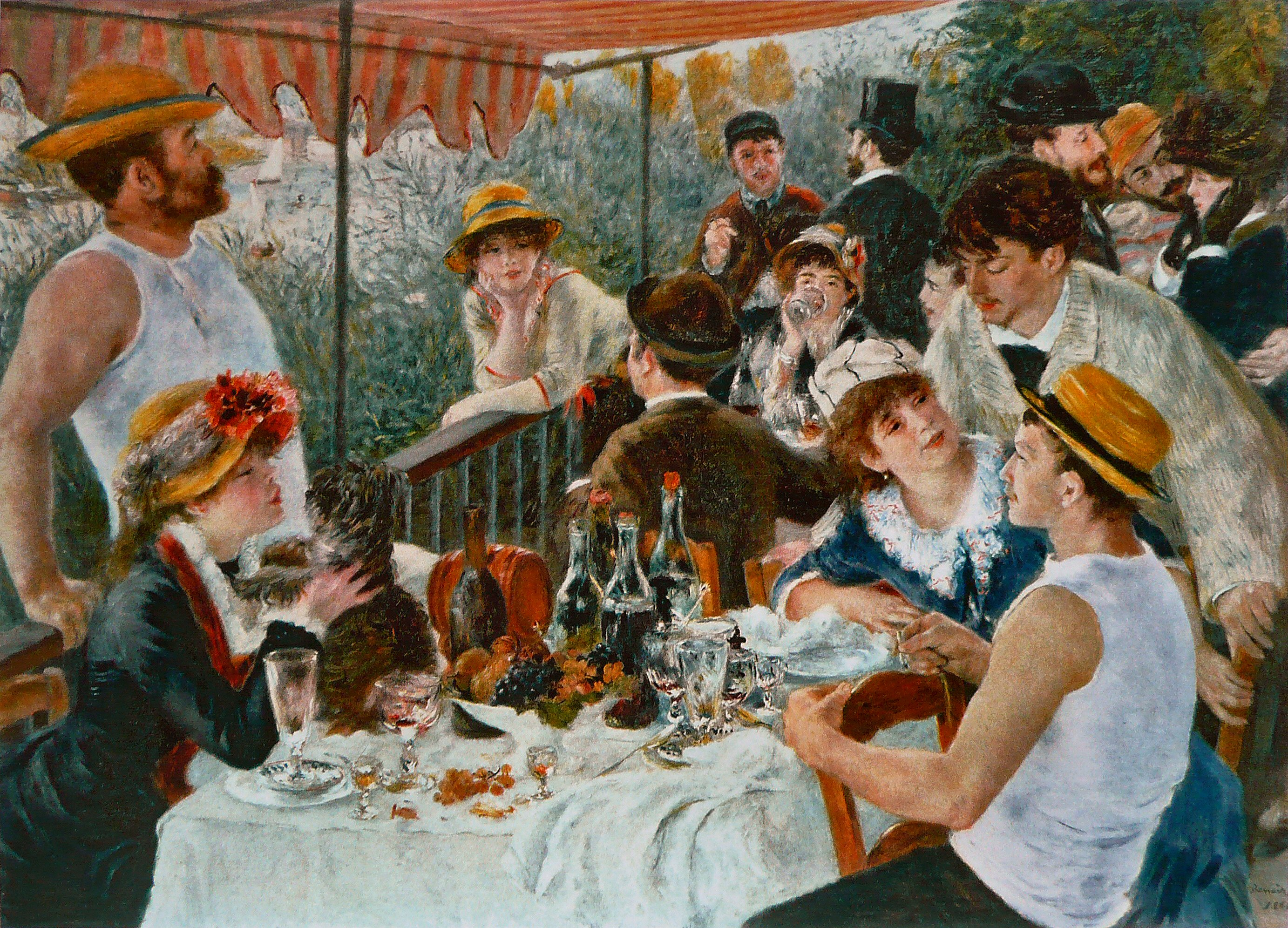
Auguste Renoir (1880), Śniadanie wioślarzy
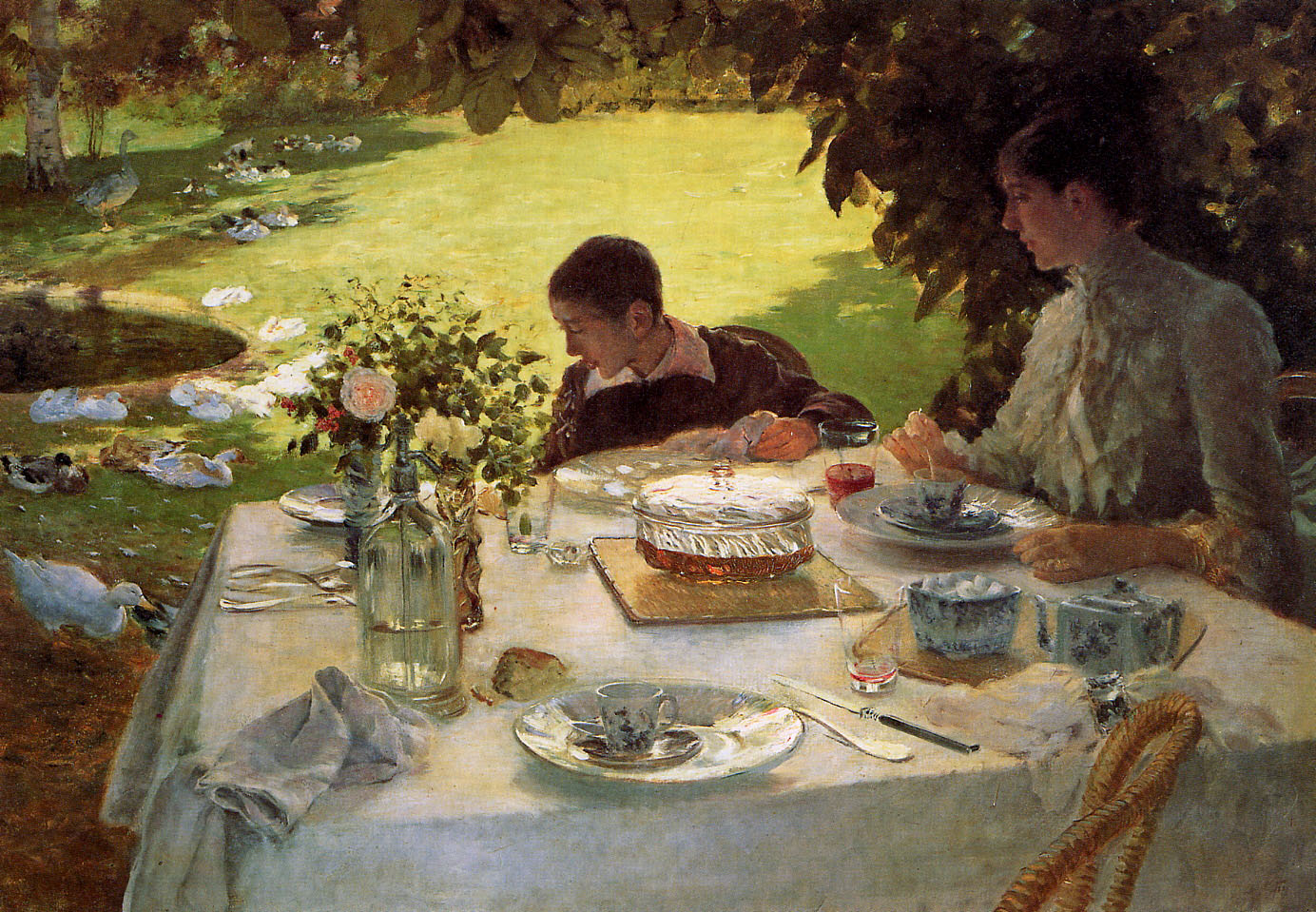
Giuseppe De Nittis (1883), Śniadanie w ogrodzie
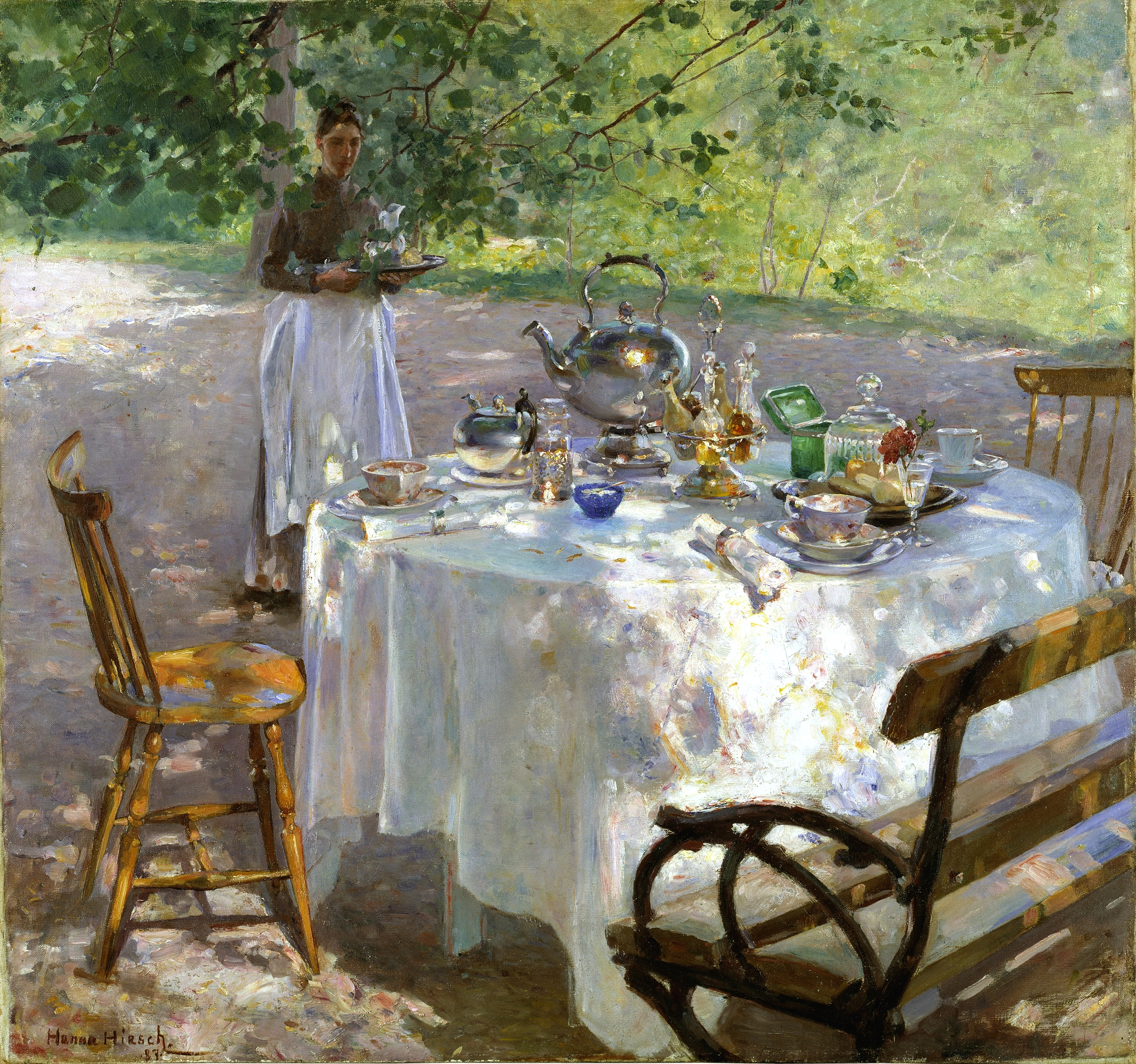
Hanna Pauli (1887), Czas śniadania
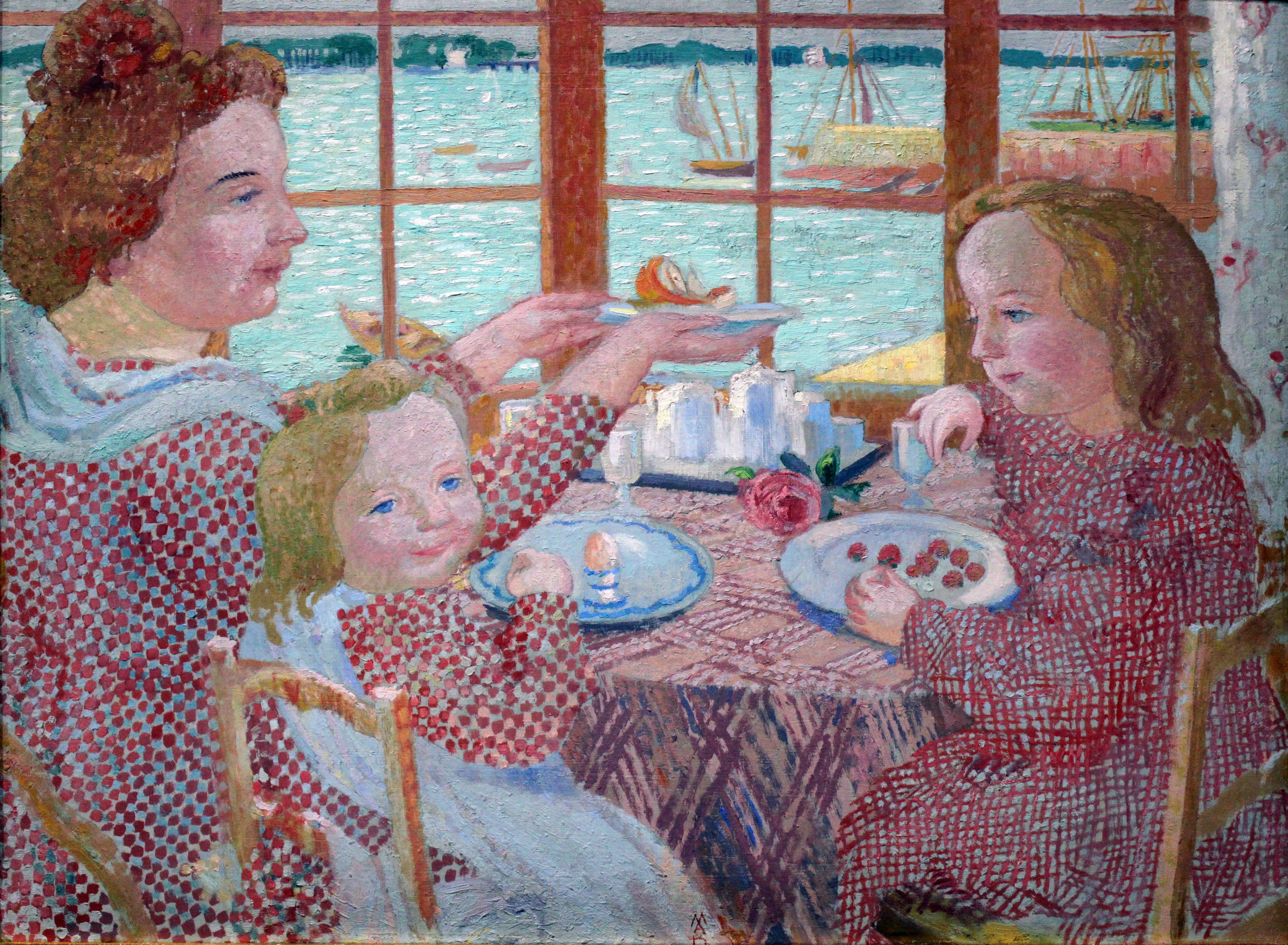
Maurice Denis (1901), Śniadanie
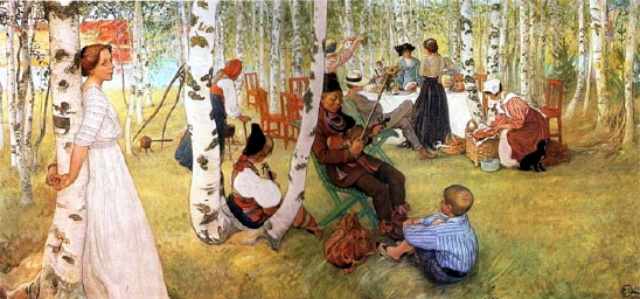
Carl Larsson (1910), Śniadanie na wolnym powietrzu

Śniadanie w literaturze
- Truman Capote, Śniadanie u Tiffany’ego (1958)
- Kurt Vonnegut, Śniadanie mistrzów (1973)

Śniadanie w filmie
- Śniadanie u Tiffany’ego (1961)
- Zabijanie na śniadanie (1997)
- Śniadanie mistrzów (1999)
- Włamanie na śniadanie (2001)
- Śniadanie na Plutonie (2005)
- Śniadanie ze Scotem (2007, serial)
- Śniadanie do łóżka (2010)

Programy telewizyjne i radiowe
- Pytanie na śniadanie
- Śniadanie z Dwójką
- Śniadanie w Trójce